# 宗赞拉康
宗赞拉康，位于西藏自治区拉萨市城关区蔡公堂乡次角林村，是一座藏传佛教格鲁派寺院。

## 简介
宗赞拉康地处次角林村东山的半山腰上，是一座护法神庙。宗赞拉康是策觉林寺的分寺，供奉着当地的地方神“宗赞”。据传说，宗赞原来是护送文成公主和释迦牟尼十二岁等身像来藏的汉族大将，后成为大昭寺释迦牟尼佛像的守护神。在寺院生活中，他因爱上吉祥天母班丹拉姆的女儿白巴东赞，而被吉祥天母流放到拉萨河南面的“奔巴日”（宝瓶山）脚下。八世达赖将他封为次角林村的保护神和策觉林寺的护法神。传说，宗赞来到次角林村后，爱上了东面蔡公堂村的贡塘寺的女神。
贡塘寺的“梅朵却巴”（鲜花供奉节）在每年藏历四月十五日举行。届时，次角林村宗赞拉康的僧人和村民将宗赞大神请进汽车，沿途接受村民朝拜、祈福，最后送至贡塘寺与贡塘拉姆女神相见。与女神同住一宿之后，藏历四月十六日，再将宗赞大神抬回次角林村过林卡，然后送回宗赞拉康，等来年再会。
2013年，贡塘寺负责人阿旺丹增称，这一活动原为取悦神，如今被俗人误解为神与神间的世俗情愫。他说，贡塘寺的“梅朵却巴”与拉萨大昭寺藏历一月十五日的“坚阿却巴”（酥油灯供奉节）、热振寺藏历四月十五日的“库优却巴”（杜鹃鸟供奉节），桑耶寺藏历六月十五日的“朵得却巴”（经藏会供节），史称“卫藏四大会供”。“梅朵却巴”活动期间，会举行羌姆表演（跳神）、藏戏表演等，以取悦神民。